# Hôtel de Royville
L'hôtel de Royville est un édifice situé à Bayeux, dans le département du Calvados, en France. Il est inscrit au titre des monuments historiques.

## Localisation
Le monument est situé au no 14 de la rue Royale, dans le secteur sauvegardé de la ville de Bayeux.

## Historique
L'hôtel est édifié au XVIIIe siècle. 
La façade principale et la toiture, l'escalier intérieur avec sa rampe de fer forgé, et un certain nombre de pièces du rez-de-chaussée (entrée, grand salon, petit salon, salle à manger) sont inscrits au titre des monuments historiques depuis le 25 avril 1974.

## Architecture

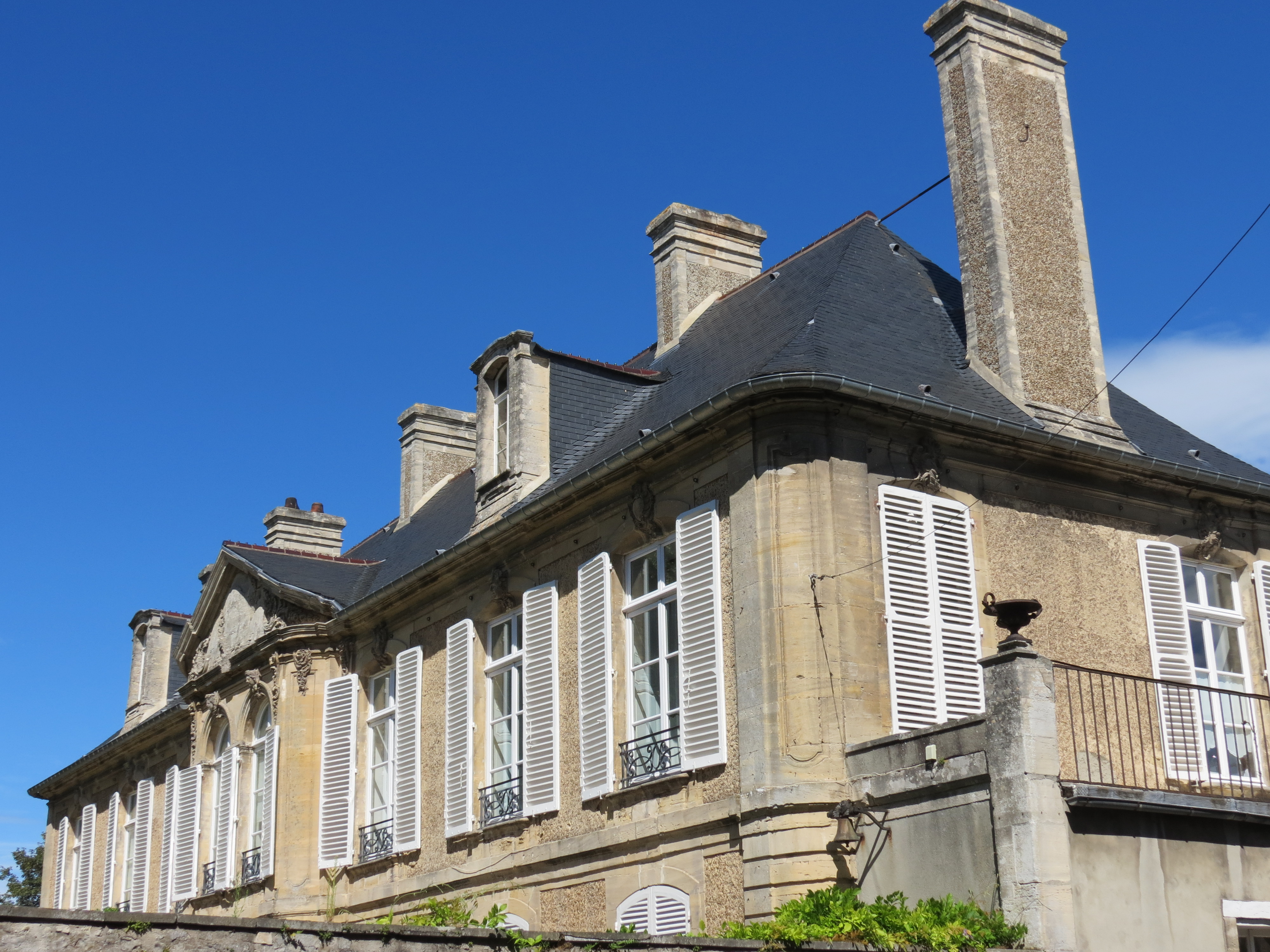
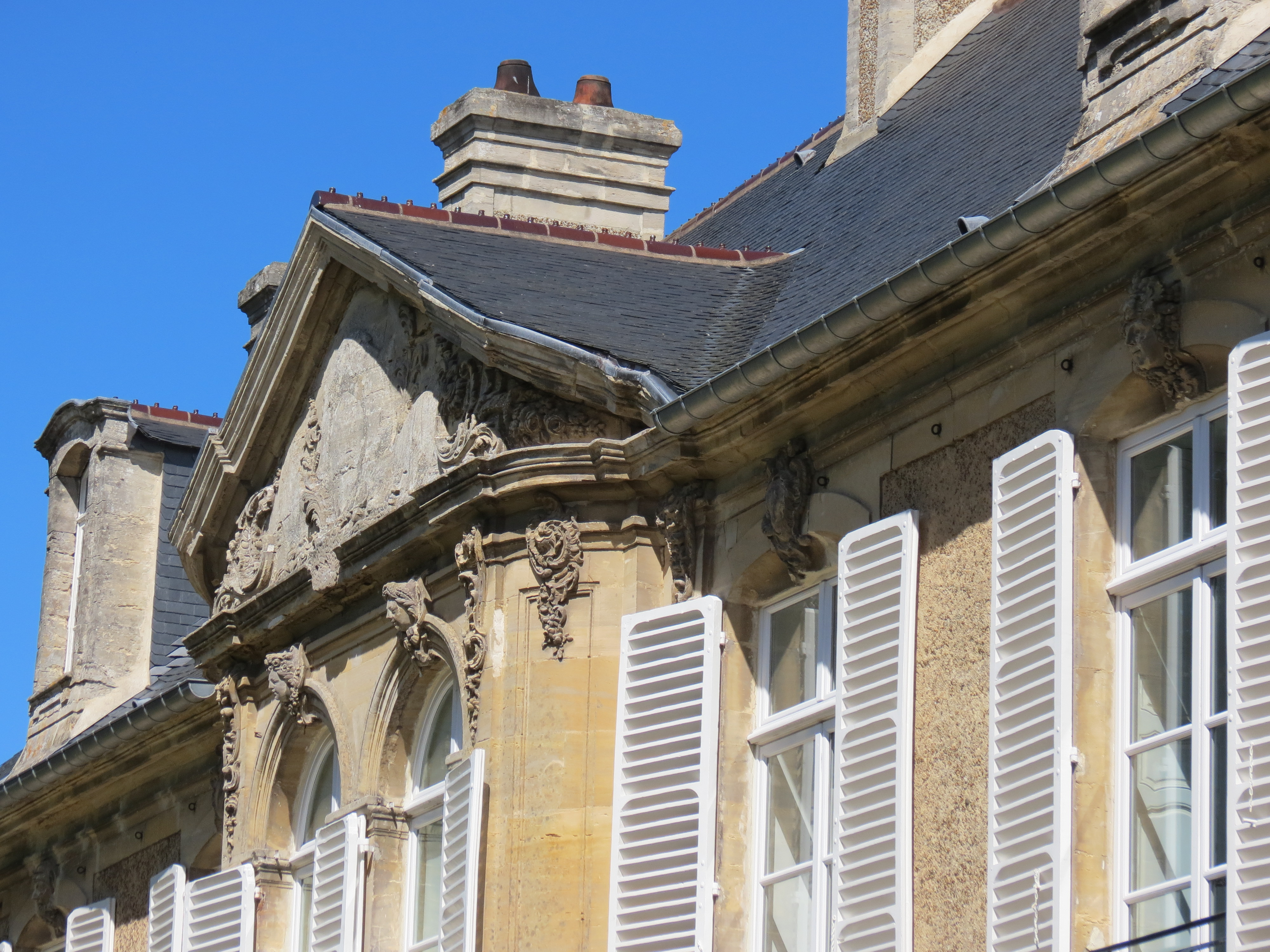
Détail du fronton
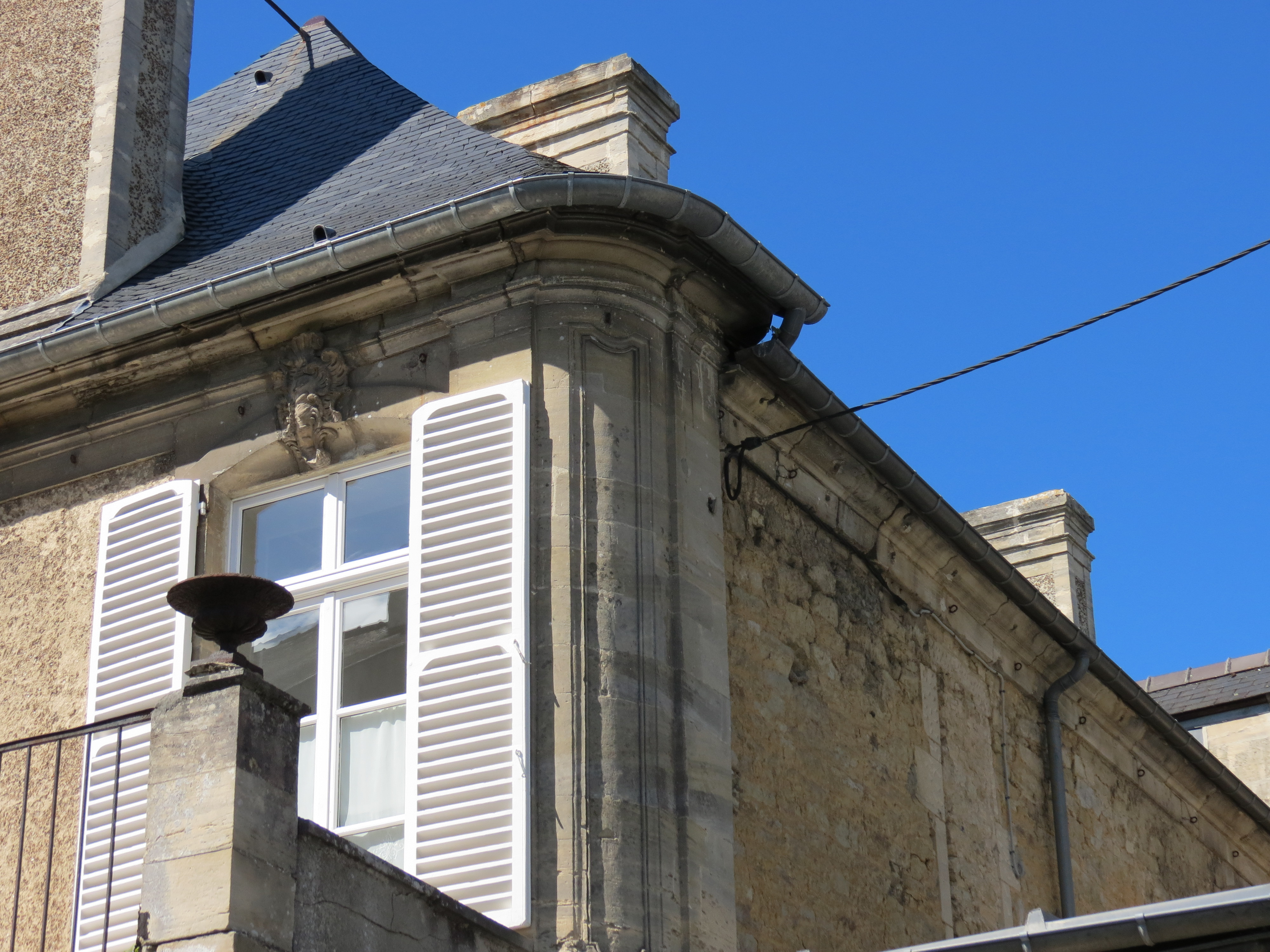
Autre détail